# Theodor Paulsen
Theodor Paulsen (* 31. August 1839 in Albersdorf; † 28. Dezember 1921 in Altona) war ein deutscher Theologe und Gründer von mehreren Schulen für Jungen und Mädchen in Nienstedten, Blankenese und im Kreis Pinneberg, die noch heute bestehen.

## Leben und Wirken

### Herkunft und Ausbildung
Theodor Paulsen war der Sohn des Pastors der Gemeinde Albersdorf Johann Paulsen. Er besuchte zunächst eine Elementarschule und wechselte ab 1852 auf das Gymnasium in Eutin, wo er 1858 das Abitur erhielt. Anschließend studierte er Evangelische Theologie und Philosophie an Universitäten in Kiel, Berlin und Erlangen. Nachdem er das zweite theologische Examen bestanden hatte, arbeitete er als Hilfslehrer an der Meldorfer Gelehrtenschule. Ab dem 8. Oktober 1865 arbeitete Paulsen als Kompastor der weit zerstreuten Landgemeinde. Zum 22. März 1868 wechselte er nach Marne, wo er das Amt des Hauptpastors übernahm. Begleitend zur Pastorentätigkeit bot Paulsen Privatunterricht an: Jungen bereitete er gegen Bezahlung auf das Gymnasium vor, Mädchen konnten kostenlos Kurse für Literaturgeschichte besuchen. 1876 gründete und verwaltete Paulsen in Marne eine dreiklassige Höhere Töchterschule.

### Pastor in Hamburg-Nienstedten, Blankenese und im Kreis Pinneberg
Am 22. März 1884 erhielt Paulsen eine von zwei Pfarrstellen in Nienstedten. Als Kompastor umfasste sein Wirkungskreis auch die damals noch nicht selbständigen Gemeinden Blankenese, Dockenhuden, Sülldorf und Rissen. Kurze Zeit später übernahm er die Schulaufsicht über den Südteil des Kreises Pinneberg.

### Propst in Pinneberg
Am 7. Januar 1891 wurde Paulsen zum Propst der Propstei Pinneberg berufen. Da er aufgrund der vorherigen Tätigkeiten die kirchlichen Verhältnisse in Blankenese gut kannte, setzte er sich gegen den Willen des Kirchenkreises Nienstedten dafür ein, in Blankenese eine eigenständige Gemeinde einzurichten. Aus diesem Grund hatte er bereits 1896 den Bau der Blankeneser Kirche vorangetrieben, der weitestgehend durch Spenden realisiert wurde. Die Blankeneser Kirchengemeinde entstand 1902.
Neben der Arbeit als Pastor hatte Paulsen als Propst auch das Amt des Schulinspektors für den Kreis Pinneberg inne, in dem bis zu 400 Lehrer beschäftigt waren. „Der Lehrberuf sei der höchste Beruf, den man sich denken kann“, so Paulsen. Er besuchte zahlreiche Schulen, äußerte sich bei den Visitationen anspruchsvoll und kritisch und hielt die Lehrer so streng dazu an, pädagogisch qualifiziert zu unterrichten, dass er von den Betroffenen sogar gefürchtet wurde. Im Laufe der Folgejahre kam es mit Paulsen als dem Vorsitzenden der Schulkommission zu den folgenden Maßnahmen und Ereignissen.

### Schulgründungen in Blankenese, Flottbek und Umgebung
- 1890 Neben Plänen zur Gründung eines Realgymnasiums für Jungen, die 1892 verwirklicht wurden, gehörte Paulsen auch zu den Mitgründern einer privaten Schule für Höhere Töchter in Blankenese. Diese Schule für Mädchen, die Paulsen als sein „Lieblingskind“ bezeichnete, wurde 1904 vom Staat übernommen und entwickelte sich zum heutigen Marion-Dönhoff-Gymnasium.[1]
- 1898 war Paulsen Mitgründer einer privaten Schule für Mädchen in Hamburg-Groß Flottbek. 1909 erhielt die Schule den Status eines Lyzeums und wurde 1915 vom Staat übernommen. Diese Schule ist das heutige Gymnasium Hochrad. Theodor Paulsen wurde am 1. Oktober 1913 emeritiert. Als 1915 die Schulleiterin des Lyzeums in Groß-Flottbek aufgrund einer schweren Erkrankung ausfiel, leitete Paulsen die Schule trotz des Ruhestands nach anfänglichen Bedenken kommissarisch.
- 1892 gab Paulsen den entscheidenden Impuls zur Gründung eines Realgymnasiums für Jungen in Blankenese und übernahm nach der Eröffnung in angemieteten Räumlichkeiten am 10. Oktober 1892 auch die kommissarische Leitung des neuen Gymnasiums.
- 1894 Nach einer einjährigen Reise durch Deutschland zur Suche eines geeigneten Schulleiters für das neue Realgymnasium, setzte sich Paulsen für die Wahl von Walther Kirschten zum Schul-Leiter des neuen Realgymnasiums für Jungen ein. Seine Wahl begründete er damit, dass nach seiner Einschätzung Kirschten kein Freigeist sei, sondern ein Mann mit Ordnungsliebe, Ernsthaftigkeit und Gewissenhaftigkeit, der bei der Ausbildung von Jungen der Einstellung folgt: mit Gott und König für das Vaterland. Während seiner 28-jährigen Amtszeit entwickelte Kirschten die Schule erfolgreich weiter. Sein Nachfolger wurde Wilhelm Schramm, der sich in seinen Auffassungen nicht von Kirschten unterschied und den Übergang zur nationalsozialistischen Schule reibungslos vollzog.[1]
Dabei erfolgten alle Einstellungen von Lehrern nur mit Zustimmung von Probst Paulsen, der damit als Schulinspektor und als Probst im Kreis Pinneberg in Bildungs- wie auch in Kirchen-Angelegelegenheiten erheblichen politischen und gesellschaftlichen Einfluss ausübte.

Heute ist die von ihm gegründete Schule als Gymnasium Blankenese an der Kirschtenstraße bekannt.
- 1904 am 1. April wurde von Paulsen entschieden, die alteingesessene private Volksschule in Nienstedten mit Sitz am Schulkamp unter staatliche Leitung zu stellen und zu erweitern. Neben einer neuen Turnhalle, die 1912 entstand, wurden die Lehrerausbildung gestärkt und Anregungen aus der pädagogischen Reformbewegung aufgenommen. Zudem entstand eine Bibliothek, die auch Erwachsenen zur Verfügung stand und gut angenommen wurde.
- 1913 wurde auf Anregung von Paulsen sogar eine sog. Warteschule für Kinder im noch nicht schulpflichtigen Alter eröffnet.[1]

Paulsen starb Ende 1921. Seine Grabstätte ist auf dem Blankeneser Friedhof in Sülldorf erhalten.

## Ehrungen
Seit 1928 erinnert in Blankenese die Propst-Paulsen-Straße an den ehemaligen Theologen und Schulgründer.

## Privates
Seine Tochter Elisabeth (1879–1951) wurde Dichterin und heiratete den Künstler und Verleger Ernst Fuhrmann.